# مسجد السلطان عبد العزيز شاه
مسجد السلطان عبد العزيز شاه (بالملايو: Sultan Abdul Aziz Shah Jamek masjid ) هو أول مسجد في البلدة القديمة من مدينة بيتالينغ جايا في اقليم سلاغور في ماليزيا، يعد المسجد واحد من أجمل المساجد في ماليزيا، يشار إليه ويسمى المسجد الأزرق، ,يتباهى بوجود أطول المآذن في العالم، ويتميز بوجود القبة الزرقاء .

## العمارة
بالإضافة لوجود القبة الزرقاء أعلى المسجد والتي تميزه عن بقية المساجد، فالخط العربي الإسلامي المزخرف يهيمن على الحواف المحيطة بالقبة وقاعة الصلاة الرئيسية، في حين أن العمارة الداخلية تحتوي على عناصر عرقية من تصميم الملايو، أشعة الشمس تصفى من خلال الزجاج الأزرق الملون الأزرق والذي يجعل أجواء المسجد الداخلية مزرقة ويجسد الشعور بالسلام والصفاء .

## حديقة الفنون الإسلامية
مسجد السلطان عبد العزيز شاه يطل على حديقة الفنون الإسلامية، وهي حديقة تحتوي مناظر طبيعية خلابة مستوحاة من القرآن الكريم، وتغطي 14 هكتار، وتضم تسع صالات للعرض والتي تظهر مجموعة غنية من الفنون الإسلامية مثل الخط والمنحوتات واللوحات والهندسة المعمارية، وأحيانا تقام فيها العروض الإسلامية التقليدية.

## وصلات خارجية
- البوم صور مسجد السلطان عبد العزيز شاه